# یواس‌اس کولهن (دی‌دی-۸۰۱)
یواس‌اس کولهن (دی‌دی-۸۰۱) (به انگلیسی: USS Colhoun (DD-801)) یک کشتی بود که طول آن ۳۷۶ فوت ۶ اینچ (۱۱۴٫۷۶ متر) بود. این کشتی در سال ۱۹۴۴ ساخته شد.